# 일성건설
일성건설은 대한민국의 건설 기업이다. 2016년 12월 업계 상위 27위에 해당한다. 아파트 브랜드로는 일성트루엘이 있다.

## 역사
한편, 당초 통일그룹 계열사였으나 1998년 말 부도처리됐고 2002년 말  IB캐피탈에 인수됐다.
아울러, 해당 기업(일성건설)과 같은 계열사이기도 했던 일화가 1984년 보리음료 맥콜을 내놓으면서 음료시장에 진출하여 일시적인 성공을 거두었으나 경쟁사 제품의 출시와 보리음료 시장의 위축, 90년대 들어 신제품 개발에 실패하여 어려움을 겪어왔으며 사업다각화의 일환으로 음료 부문 외에 일부 의약품, 인삼진액 등을 수출해오는 한편 구리시 일성아파트 신축공사를 위해 1996년 8월 3일 해당 기업(일성건설)과 2백 14억6000만원 상당의 장기공급계약을 체결했지만 채산성이 맞지 않았던 데다 매출이 매년 등락을 거듭했으나 영업을 주로 통일교 신도들(통일그룹 계열)에 의존하는 등 매출구조가 왜곡됐고 맥콜의 후속타로 선보인  '맥' 음료의 판매 부진 탓인지 1998년 7월 1일 최종 부도 처리됐지만 퇴출 결정에 반발하여 같은 달 20일 법정관리를 신청했고 다음 해 1월 29일 법원으로부터 법정관리 개시명령을 받았으며 2005년 1월 통일그룹에 다시 매각됐고 보리음료 맥콜을 개발 시판하여 매출이 크게 신장되기도 했으나 무리한 설비확장으로 경영난에 빠져 1990년 도중 280억원의 적자를 기록했으며 이 같은 자금난을 타개하기 위해 일부 공장을 1991년 말 두산그룹에 매각하려 했지만 '통일교 성지' 중의 하나란 이유로 보류됐고 일화는 1992년 4월 맥콜보다 당분 함량을 크게 출인 '하이맥콜'을 시판했으나 맥콜과 마찬가지로 90년대 중반 단종됐으며 2000년  맥콜을 '밀레니엄 맥콜'로 바꾸어 재출시했다.